# Plagodis singularis
Plagodis singularis là một loài bướm đêm trong họ Geometridae.